# هيغوري
هيغوري (باليابانية: 平群町) هي بلدية في اليابان، وبلدة في اليابان، تقع في إيكوما، بلغ عدد سكانها 18,511  نسمة وذلك حسب إحصائيات سنة 2017، تبلغ مساحتها 23.90 كيلومتر مربع.

## الموقع
تشترك في الحدود مع:
- أوساكا
- سانغو  [لغات أخرى]‏
- هيغاشي-أوساكا، أوساكا
- إيكاروجا  [لغات أخرى]‏
- إكوما، نارا
- ياو، أوساكا.

## أعلام
- ريوتا تسوزوكي
- هيروكي ميزوهارا